# Pierre Biard l’Aîné
Pierre Biard l’Aîné, auch Pierre Biard der Ältere oder kurz Pierre Biard (* 1559 in Paris; † 17. September 1609 ebenda), war ein französischer Bildhauer und Architekt.

## Biographisches
Pierre Biard schloss sich den Nachfolgern Michelangelos in Rom an. 
Als sein Hauptwerk wird der Lettner-Aufbau in der Kirche St-Étienne-du-Mont in Paris angesehen, den er zwischen 1600 und 1605 schuf. Er ist der einzig erhaltene Lettner in Paris. Ferner wird auch die Bronzestatue La Renommée als eines seiner bedeutendsten Werke bezeichnet.
Sein Großvater Colin Biart war ein Architekt aus Ambroise, sein Sohn Pierre II Biard (* 1592) war als Architekt, Bildhauer und Kupferstecher tätig.

## Werke

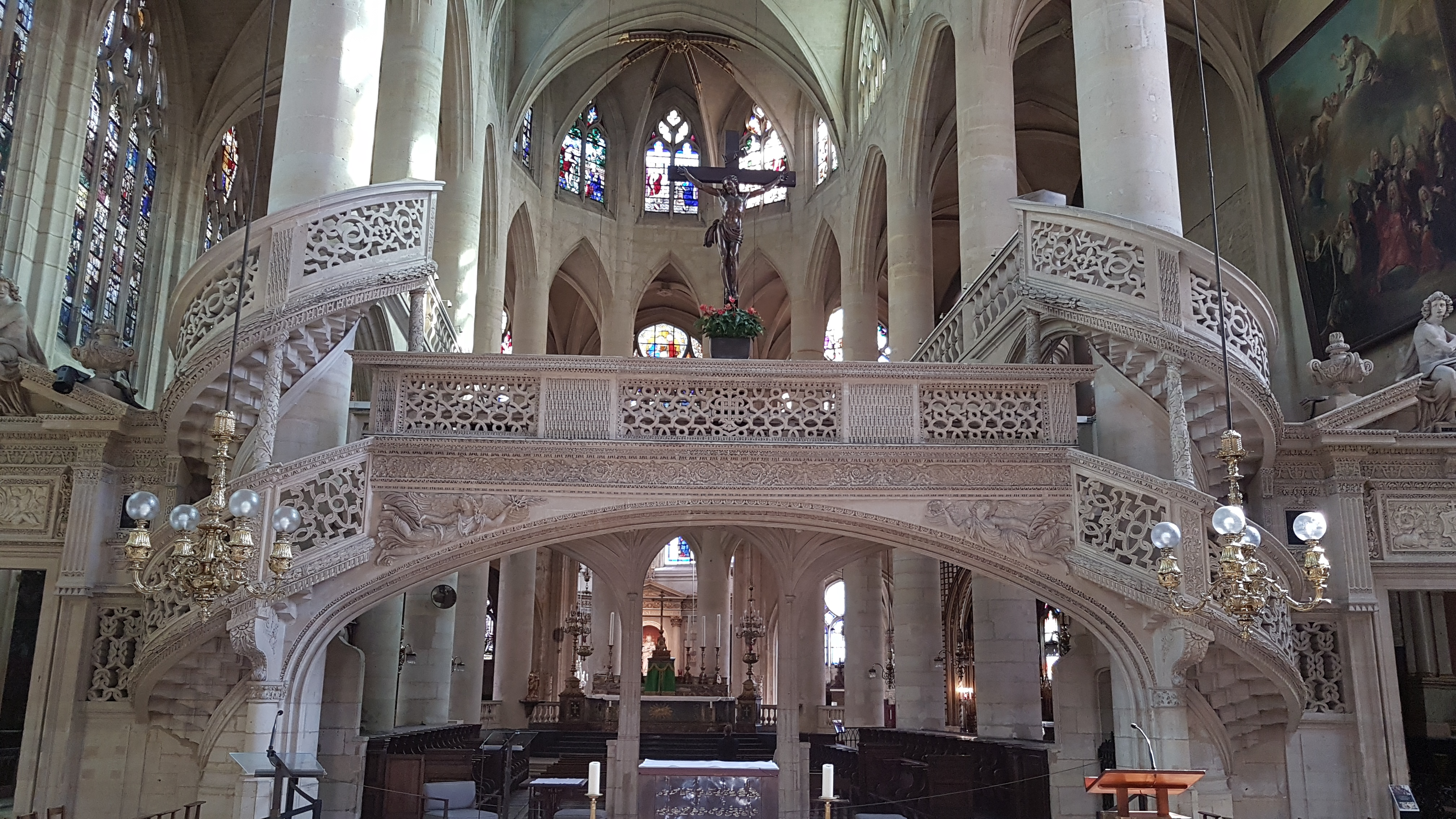
Lettner in St-Étienne-du-Mont
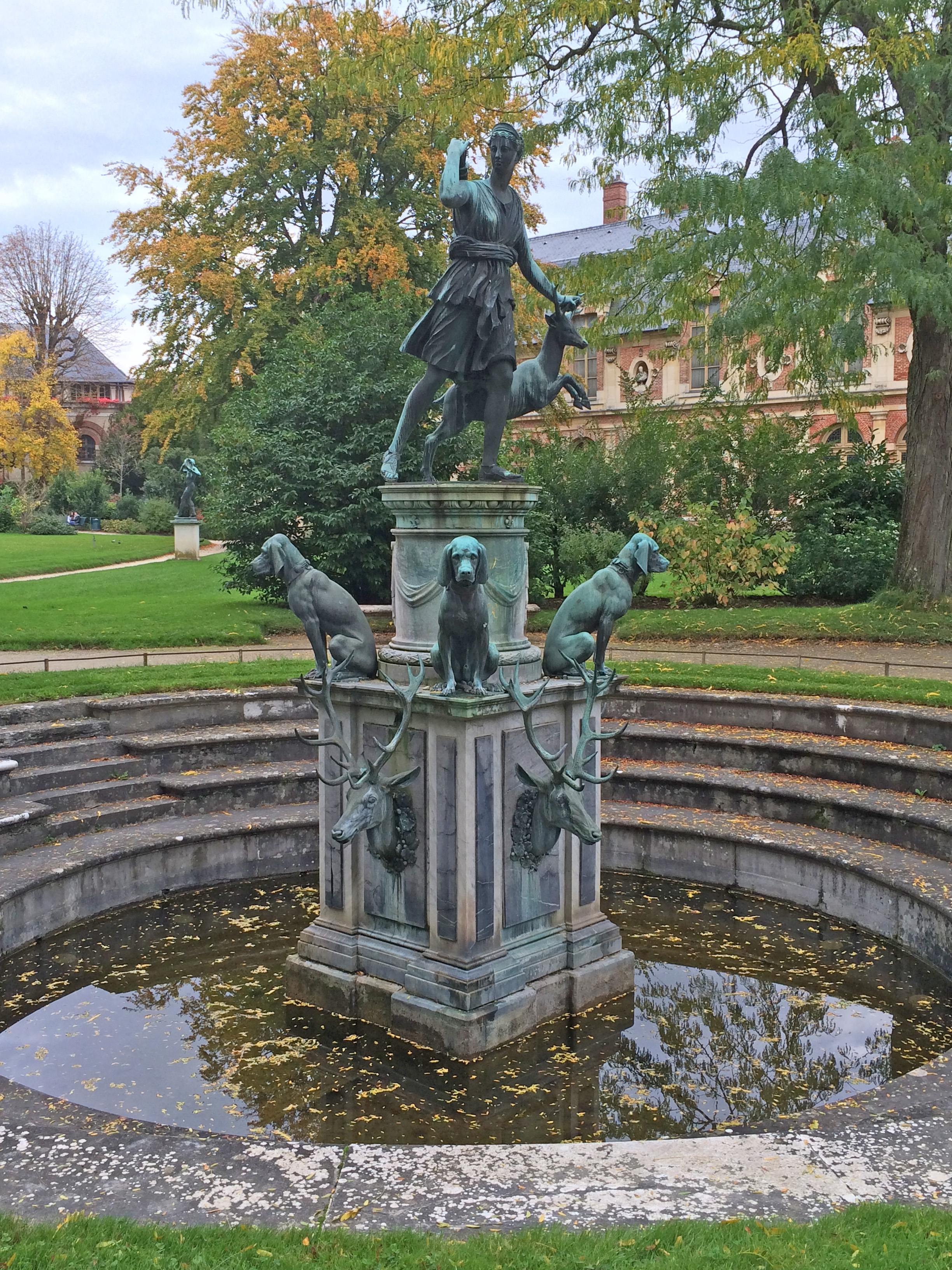
Statue der Diana